# Automolis aurantiifusa
Automolis aurantiifusa là một loài bướm đêm thuộc phân họ Arctiinae, họ Erebidae.